# Zemský okres Reutlingen
Zemský okres Reutlingen (německy Landkreis Reutlingen) se nachází v německé spolkové zemi Bádensko-Württembersko. Sousedí (ze severu ve směru hodinových ručiček) s okresy Esslingen, Göppingen, Alba-Dunaj, Biberach, Sigmaringen, Zollernalb, Tübingen a Böblingen.

## Geografie
Okres leží v oblasti pohoří Švábská Alba. Na jihovýchodě sahá jeho území skoro až k řece Dunaj. Zdejší nadmořská výška se pohybuje od 290 m n. m. ve střední části okresu až do 881 m n. m. u obce Sonnenbühl.

## Obyvatelstvo
Vývoj počtu obyvatelstva okresu Reutlingen od roku 1973:
| Rok               | Obyvatelé |
| ----------------- | --------- |
| 31. prosinec 1973 | 236 383   |
| 31. prosinec 1975 | 234 648   |
| 31. prosinec 1980 | 237 679   |
| 31. prosinec 1985 | 240 939   |
| 27. květen 1987   | 244 246   |

| Rok               | Obyvatelé |
| ----------------- | --------- |
| 31. prosinec 1990 | 258 927   |
| 31. prosinec 1995 | 272 057   |
| 31. prosinec 2000 | 277 995   |
| 31. prosinec 2005 | 282 049   |
| 31. prosinec 2006 | 281 891   |

## Města a obce

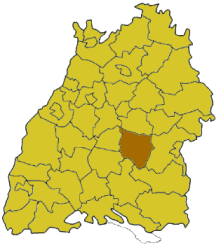
Poloha okresu Reutlingen na mapě Bádenska-Württemberska

| Města                                                                                            | Obce | |
| ------------------------------------------------------------------------------------------------ | --- | --- |
| 1. Bad Urach 2. Hayingen 3. Metzingen 4. Münsingen 5. Pfullingen 6. Reutlingen 7. Trochtelfingen | 1. Dettingen an der Erms 2. Engstingen 3. Eningen 4. Gomadingen 5. Grabenstetten 6. Grafenberg 7. Hohenstein 8. Hülben 9. Lichtenstein 10. Mehrstetten | 1. Pfronstetten 2. Pliezhausen 3. Riederich 4. Römerstein 5. Sonnenbühl 6. St. Johann 7. Walddorfhäslach 8. Wannweil 9. Zwiefalten |